# جوزيف شيرمان
جوزيف شيرمان (بالإنجليزية: Joseph Sherman)‏ هو سياسي أمريكي، ولد في 25 يونيو 1650، وتوفي في 20 يناير 1731.